# クリストファー・ヤング
クリストファー・ヤング（Christopher Young、1957年4月28日 - ）は、アメリカ合衆国ニュージャージー州出身の作曲家。主に映画・テレビ業界で活動している。

## 経歴
マサチューセッツ州のハンプシャー・カレッジで音楽を学んだ後、ノーステキサス大学大学院に入学。卒業後の1980年にロサンゼルスに移り、ジャズドラマーとなる。だがバーナード・ハーマンの作品に触れ、映画音楽の作曲家になることを決意する。ジョン・アミエル監督作品のほとんどで作曲を手掛けている。

## 主なディスコグラフィー
- 野獣女戦士アマゾネスクイーン　Barbarian Queen（1985年）
- ゴジラ1985[1] GODZILLA 1985（1985年）
- エルム街の悪夢2 フレディの復讐 A Nightmare on Elm Street 2 : Freddy's Revenge（1985年）
- スペースインベーダー Invaders from Mars（1986年）
- ヘル・レイザー Hellraiser（1987年）
- 屋根裏部屋の花たち Flowers in the Attic（1987年）
- ヘルレイザー2 Hellbound: Hellraiser II（1988年）
- ザ・フライ2 二世誕生 The Fly II（1989年）
- ジェニファー8 Jennifer Eight（1992年）
- ラピッド・ファイアー Rapid Fire（1992年）
- ダーク・ハーフ The Dark Half（1993年）
- 水曜日に抱かれる女 Dream Lover（1993年）
- 告発 Murder in the First（1995年）
- スピーシーズ 種の起源 Species（1995年）
- バーチュオシティ Virtuosity（1995年）
- コピーキャット Copycat（1995年）
- ノーマ・ジーンとマリリン Norma Jean & Marilyn（1996年）
- アンフォゲタブル Unforgettable（1996年）
- 真夏の出来事 Head Above Water（1996年）
- ホワイトハウスの陰謀 Murder at 1600（1997年）
- 知らなすぎた男 The Man Who Knew Too Little（1997年）
- フラッド Hard Rain（1998年）
- ラウンダーズ Rounders（1998年）
- ルール Urban Legend（1998年）
- エントラップメント Entrapment（1999年）
- ザ・ハリケーン The Hurricane（1999年）
- ワンダー・ボーイズ Wonder Boys（2000年）
- ブレス・ザ・チャイルド Bless the Child（2000年）
- ギフト The Gift（2000年）
- スウィート・ノベンバー Sweet November（2001年）
- ソードフィッシュ Swordfish（2001年）
- グラスハウス The Glass House（2001年）
- バンディッツ Bandits（2001年）
- シッピング・ニュース The Shipping News（2001年）
- カントリー・ベアーズ The Country Bears（2002年）
- ザ・コア The Core（2003年）
- シェイド Shade（2003年）
- ニューオーリンズ・トライアル Runaway Jury（2003年）
- エミリー・ローズ The Exorcism of Emily Rose（2005年）
- 呪怨 パンデミック The Grudge 2（2006年）
- ゴーストライダー Ghost Rider（2007年）
- スパイダーマン3 Spider-Man 3（2007年）
- ラッキー・ユー Lucky You（2007年）
- インフォーマーズ セックスと偽りの日々 The Informers（2008年）
- ゲスト The Uninvited（2009年）
- スペル Drag Me to Hell（2009年）
- わすれた恋のはじめかた Love Happens（2009年）
- プリースト Priest（2011年）
- フッテージ Sinister（2012年）
- キリングゲーム Killing Season（2013年）
- モンキー・マジック 孫悟空誕生 The Monkey King（2014年）
- NY心霊捜査官 Deliver Us from Evil（2014年）
- 西遊記 孫悟空vs白骨夫人 The Monkey King 2（2016年）
- ペット・セメタリー Pet Sematary（2019年）
- エンプティ・マン The Empty Man（2020年）